# De Inca-schat der Cordillera
 De Inca-schat der Cordillera  is een verhaal uit de Belgische stripreeks Piet Pienter en Bert Bibber van Pom.
Het verhaal verscheen voor het eerst in Gazet Van Antwerpen van 10 september 1955 tot 6 januari 1956 en als nummer 2 in de reeks bij De Vlijt.

## Personages
- Piet Pienter
- Bert Bibber
- Susan
- Professor Snuffel
- Prosper
- Archibald Pikker

## Synopsis
Professor Snuffel bezit een document waarop de vindplaats van een Inca-schat is aangegeven. Piet Pienter en Bert Bibber vergezellen Snuffel naar Zuid-Amerika. Hier proberen ze de Inca-schat te vinden, maar worden ze tegengewerkt door enkele bandieten.

## Verwijzingen
In elk album verwijst Pom naar zaken uit de realiteit (soms lichtjes aangepast), waarvan hier een lijst volgt voor dit album.

### Personen
- Spaans conquistador Francisco Pizarro
- President Bicarbonat (verwijzing naar Bicarbonaat)
- Generaal Calcium (verwijzing naar Calcium)
- Pedro Juan Pescado (verwijzing naar pescado, wat vis betekent)

### Overige
- Cordillera is een bestaande geografische term, en wijst op een lange, aaneengesloten bergketen.
- Professor Snuffel woont in de Slijkhoevenlaan, wat verwijst naar de Mussenhoevenlaan in Boechout waar Pom woonde.
- De winkel El Grande Bazarro verwijst naar de Grand Bazar aan de Groenplaats in Antwerpen.
- "La montaña de dos cumbres" betekent letterlijk "de berg met twee toppen".

## Albumversies
De Inca-schat van Cordirella verscheen in 1956 als album 2 bij uitgeverij De Vlijt. In 1995 gaf uitgeverij De Standaard het album opnieuw uit.